# Dislocations
Dislocations is een aflevering van de Amerikaanse dramaserie Tour of Duty.

## Synopsis
In 1967, approximately one-eighth of the population of South Vietnam was composed of refugees. 

(In 1967 was ongeveer één-achtste deel van de bevolking van Zuid-Vietnam een vluchteling.)

## Verhaal
Het peloton krijgt de opdracht om de inwoners van een dorp te verplaatsen. Onder die inwoners is een mooie vrouw tot wie Lt. Goldman zich aangetrokken voelt. Wanneer het peloton tijdens het verplaatsen van de inwoners onder vuur genomen wordt, wordt het leven van Lt. Goldman gered door een Vietcongsoldaat die achteraf de man van de mooie vrouw blijkt te zijn.

## Muziek
| Artiest         | Nummer               |
| --------------- | -------------------- |
| The Impressions | People get Ready     |
| Wilson Pickett  | I've Come a Long Way |

Seizoen 1: Pilot · Notes from the Underground · Dislocations · War Lover · Sitting Ducks · Burn Baby, Burn · Brothers, Fathers, and Sons · The Good, the Bad, and the Dead · Battling Baker Brothers · Nowhere to Run · Roadrunner · Pushin' Too Hard · USO Down · Under Siege · Soldiers · Gray-Brown Odyssey · Blood Brothers · The Short Timer · Paradise Lost · Angel of Mercy · The Hill

Seizoen 2: Saigon: Part 1 · Saigon: Part 2 · For What It's Worth · True Grit · Non-Essential Personnel · Sleeping Dogs · I Wish It Would Rain · Popular Forces · Terms of Enlistment · Nightmare · Promised Land · Lonesome Cowboy Blues · Sins of the Fathers · Sealed with a Kiss · Hard Stripe · The Volunteer

Seizoen 3: The Luck · Doc Hock · The Ties That Bind · Lonely at the Top · A Bodyguard of Lies · A Necessary End · Cloud Nine · Thanks for the Memories · I Am What I Am · World in Changes · Green Christmas · Odd Man Out · And Make Death Proud to Take Us · Dead Man Tales · Road to Long Binh · Acceptable Losses · Vietnam Rag · War Is a Contact Sport · Three Cheers for the Orange, White and Blue · The Raid · Payback